# Kara Eaker
Kara Eaker (Jiangxi, 7 novembre 2002) è un'ex ginnasta statunitense, due volte vincitrice della medaglia d'oro con la squadra ai Campionati del mondo.

## Biografia
Nata nella provincia cinese del Jiangxi e chiamata originariamente Kara Ming, Eaker è stata adottata nel 2003 da una coppia statunitense residente nel Missouri.

## Carriera junior

### 2017
Nel 2017 si mette in evidenza ai campionati nazionali statunitensi juniores aggiudicandosi la medaglia d'oro alla trave e il bronzo nel concorso individuale, oltre a un quarto posto al corpo libero, un quinto posto alle parallele asimmetriche e un 14º posto al volteggio. Viene quindi convocata nella nazionale statunitense juniores.

## Carriera senior

### 2018
Nel 2018 inizia a gareggiare a livello senior. Partecipa ai Campionati nazionali statunitensi, dove vince la medaglia d'argento alla trave, dietro Simone Biles, oltre a piazzarsi settima nel concorso individuale, quinta al corpo libero e nona alle parallele asimmetriche. 
Prende parte poi ai Campionati Panamericani dove vince due ori, nel concorso a squadre e alla trave, e un bronzo al corpo libero.
Insieme a Simone Biles, Morgan Hurd, Grace McCallum, e Riley McCusker, viene convocata ai Mondiali di Doha 2018, dove vince la medaglia d'oro nel concorso a squadre; si qualifica inoltre per la finale alla trave, il suo attrezzo di punta, ma durante la finale cade e conclude al sesto posto.

### 2019
Eaker prende parte ai Giochi panamericani di Lima 2019, collezionando due ori nel concorso a squadre e alla trave, oltre a un argento al corpo libero, mentre resta fuori dal podio nel concorso individuale terminando al quarto posto. 
Ai Mondiali di Stoccarda 2019 si conferma campionessa con gli Stati Uniti nel concorso a squadre e termina la finale alla trave al quarto posto, dopo essere subentrata all'infortunata Elsabeth Black.

### 2021
Il 22 maggio partecipa ai GK Classic. Termina la gara in nona posizione col punteggio di 53,250 (12,850 al volteggio, 13,750 alle parallele, 14,1 alla trave e 12,550 al corpo libero).
Il 4 giugno partecipa alla prima giornata dei Campionati Nazionali, gareggiando su tutti e quattro gli attrezzi e ottenendo un punteggio complessivo di 54,550, che la colloca al sesto posto. Dopo i risultati della seconda giornata, termina i Nazionali al decimo posto nell'all around e al quinto alla trave, la sua specialità.
Il 25 e 27 giugno partecipa ai Trials olimpici, l'ultima gara prima che venga scelta la squadra olimpica. Nella prima giornata conclude la gara al settimo posto con 55,565 punti.
Dopo la seconda giornata conclude gli Olympic Trials al settimo posto, venendo scelta come riserva per la squadra olimpica.